# Akeem Davis-Gaither

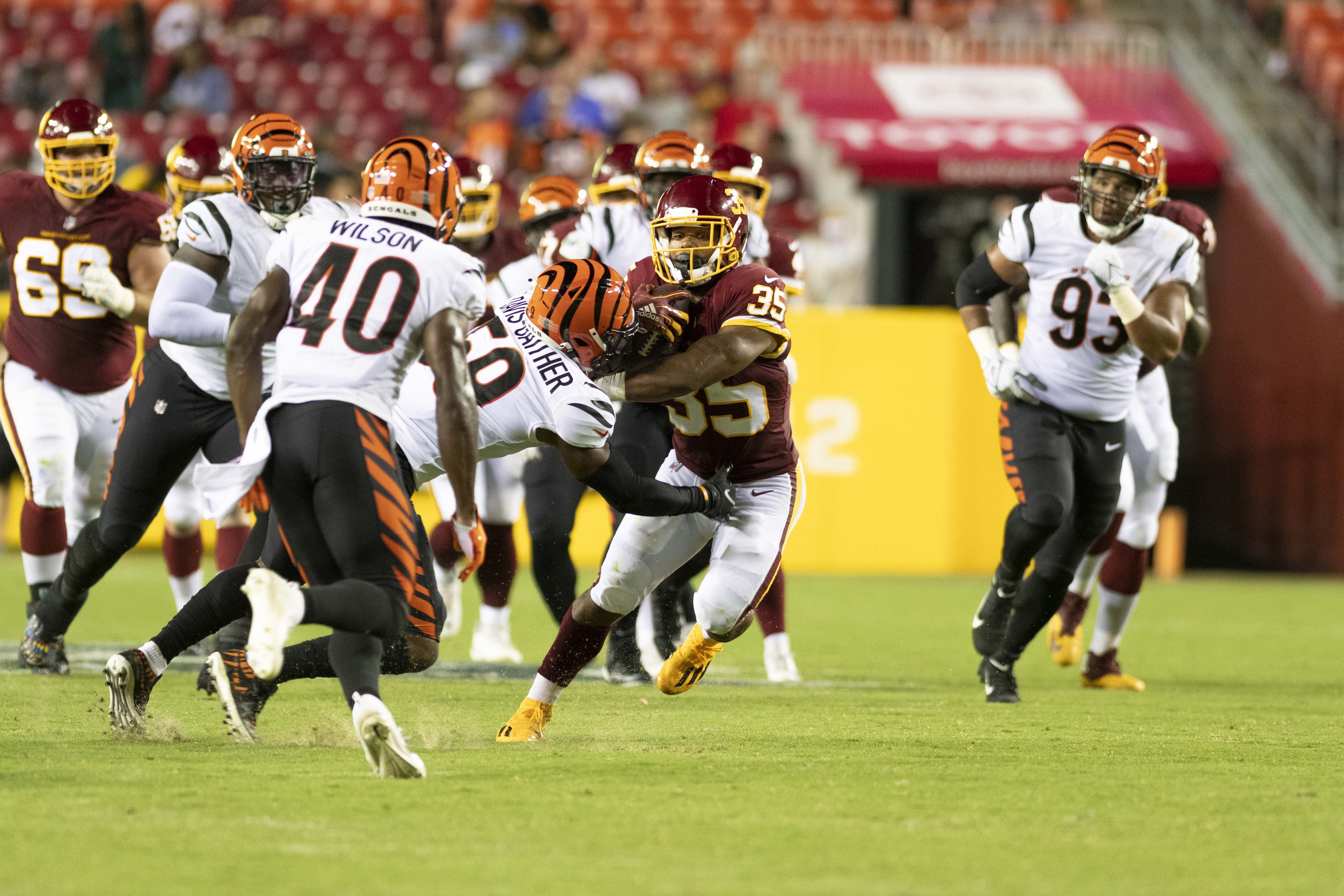
Azione dei Cincinnati Bengals

Akeem Brian Davis-Gaither (Thomasville, 21 settembre 1997) è un giocatore di football americano statunitense che milita nel ruolo di linebacker per i Cincinnati Bengals della National Football League (NFL).

## Carriera

### Cincinnati Bengals
Davis-Gaither al college giocò a football alla Appalachian State University dal 2015 al 2019. Fu scelto nel corso del quarto giro (107º assoluto) del Draft NFL 2020 dai Cincinnati Bengals. Debuttò come professionista nella gara del primo turno contro i Los Angeles Chargers mettendo a segno 3 tackle. Nell'ultimo turno fece registrare il suo primo intercetto su Lamar Jackson dei Baltimore Ravens. La sua stagione da rookie si concluse con 31 tackle e 0,5 sack, disputando tutte le 16 partite.
Nel primo turno dei playoff 2022 Davis-Gaither mise a segno un intercetto su Tyler Huntley contribuendo alla vittoria sui Ravens.

## Palmarès
- American Football Conference Championship: 1

Cincinnati Bengals: 2021